# Želiezovský park
Želiezovský park je chráněný areál v katastrálním území obce Želiezovce v okrese Levice v Nitranském kraji na Slovensku. Území bylo vyhlášeno v roce 1984 a jeho rozloha je 13,27 hektaru. Předmětem ochrany je historický zámecký park, původně pojmenovaný podle německého hudebního skladatele Park Franze Schuberta. V parku rostou dva exempláře tisovce dvouřadého (Taxodium distichum), z nichž jeden má obvod kmene větší než tři metry.